# Deighton (York)
Deighton – wieś w Anglii, w hrabstwie ceremonialnym North Yorkshire, w dystrykcie (unitary authority) York. Leży 8 km na południe od miasta York i 272 km na północ od Londynu. Miejscowość liczy 308 mieszkańców.